# Colli Bolognesi Chardonnay Zola Predosa
Il Colli Bolognesi Chardonnay Zola Predosa è un vino DOC la cui produzione è consentita nella città metropolitana di Bologna.

## Caratteristiche organolettiche
- colore: giallo paglierino
- odore: tipico, delicato, caratteristico
- sapore: asciutto o abboccato, armonico

## Produzione
Provincia, stagione, volume in ettolitri
- Bologna  (1995/96)  113,1
- Bologna  (1996/97)  105,3